# Trimalaconothrus rafalskii
Trimalaconothrus rafalskii är en kvalsterart som beskrevs av Ziemowit Olszanowski 1997. Trimalaconothrus rafalskii ingår i släktet Trimalaconothrus och familjen Malaconothridae. Inga underarter finns listade i Catalogue of Life.